# Église Saint-Martin de Béhencourt
L'église Saint-Martin de Béhencourt est une église paroissiale située à Béhencourt dans le département de la Somme, au nord-est d'Amiens.

## Historique
L'église de Béhencourt a été construite à la fin du XVIe siècle. Au XVIIe ou au XVIIIe siècle, le bas-côté nord fut rajouté à la nef tout comme la sacristie.

## Caractéristiques

### Extérieur
C'est un édifice de style gothique flamboyant, construit en craie sur un soubassement de grès. Il comporte une nef et un bas-côté du côté nord. Le collatéral est construit de trois types de matériaux : soubassement en grès grès, mur en brique et pierre en assises alternées et craie seule.
Sur la façade ouest, formée d'un clocher-porche fortement contreforté, est inscrite la date de 1580. Cette tour est surmontée d'un clocher à quatre pans peu élevé. Un portail en plein cintre est ouvert dans cette façade. La sacristie est en briques et pierres à assises alternées. L'ensemble est couvert en ardoises.
Le mur du côté sud, en pierre sur soubassement de grès, est percé de trois baies ogivales de 2,85 m de haut et 1,60 m de large, caractéristiques du XVIe siècle, d'une porte basse et d'une autre porte permettant d'accéder au clocher. Les baies sont soulignées par un larmier qui épouse leur contour, en arc brisé pour les fenêtres et en anse de panier pour la porte latérale. Deux cadrans solaires sont gravés sur ce mur. Le plus grand, entre deux baies, a été repeint avec ses couleurs d'origine : bistre, ocre jaune et ocre rouge. Le second, plus petit, est rond ; il est gravé au-dessus de la porte latérale. Des traces de litre funéraire sont visibles sur les murs extérieurs.
Les deux cloches qui dataient de 1789 furent refondues en 1886. Bérénice, la plus petite, est celle que l'on découvre en accédant au beffroi par une petite échelle ; elle a 87 cm de diamètre et pèse 375 kg ; y est gravé : « l'an 1886, Jean-Baptiste Marcel étant président de la Fabrique, A. Matton trésorier, j'ai été bénite par monsieur Debeauvais curé de Béhencourt, ai reçu d'Horeste Marcel et de Bérénice Dumont, le nom de Bérénice ». Louise Solange est la plus grosse. Elle a 97 cm de diamètre et pèse 550 kg. Elle porte l'inscription : « Fondue en 1789, monsieur le marquis de Lameth étant seigneur de Béhencourt, j'ai été refondue en 1886, monsieur de la Haye étant maire de Béhencourt, messieurs Delucheux curé, Dumont président du Conseil de Fabrique et A. Leclercq trésorier. J'ai été bénite le dimanche des Rameaux par monsieur Douillet curé doyen de Corbie, mon parrain est monsieur Louis de la Haye, ma marraine Solange de la Haye ; j'ai reçu le nom de Louise-Solange ».

### Intérieur
Les voûtes de la nef et du chœur sont en plâtre sur lattis ; celle du chœur est en ogive et celle de la nef est arrondie. Elles reposent, à droite, sur la muraille extérieure et, à gauche, sur des piliers à base cylindrique de 0,80 m de diamètre et d'environ 1,50 m de haut. Ces piliers supportent des ogives de même épaisseur, ne comportant qu'un simple chanfrein. La voûte de la nef est portée par cinq poinçons moulurés reposant sur cinq entraits de même facture.
La muraille du côté nord, en pierre sur soubassement en brique, est percée de quatre fenêtres rectangulaires, profondément ébrasées à l'intérieur et de deux portes. Le bas-côté gauche est couvert d'un plafond en bois.
L'abside orientée à l'est, est éclairée par trois baies semblables à celles du côté sud, mais montées plus haut d'environ 25 cm.
L'église conserve un certain nombre d'objets classés monuments historiques : du XVIe siècle, des fonts baptismaux en pierre en forme de colonne et des chandeliers armoriés, une statue en bois polychrome de saint Jean-Baptiste; du XVIIIe siècle un maître-autel dont le tableau central représente l'Annonciation et dont le panneau central représente l'Agneau de Dieu et dont le tabernacle est décoré d'un dais d'exposition richement sculpté; du XIXe siècle, une statue de procession de la Vierge à l'Enfant, deux vases en porcelaine avec bouquet en papier, deux lustres, une statue de saint Nicolas en bois polychrome.